# Branqueamento

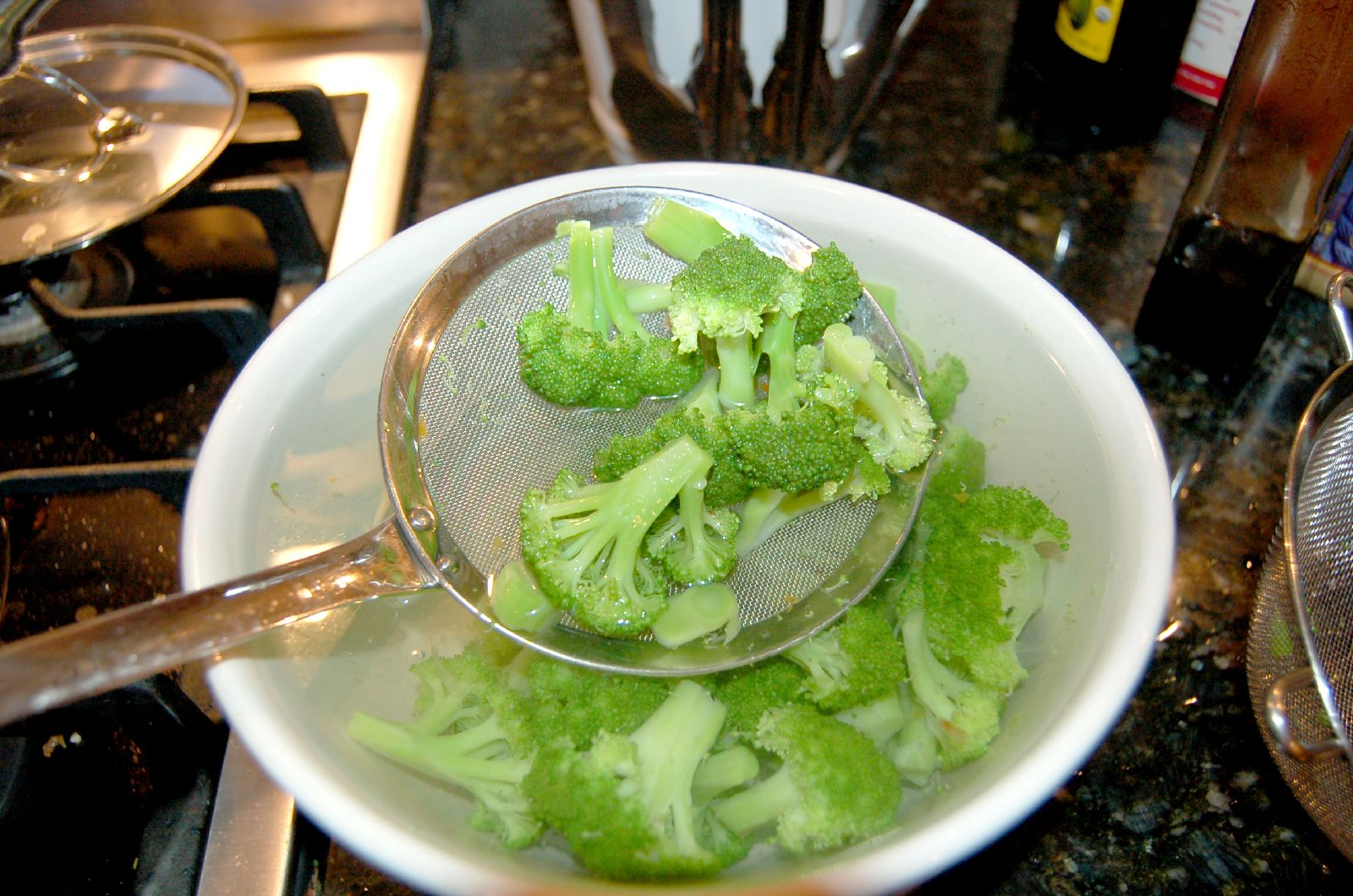
Branqueamento de brócolis

Branqueamento é um processo de conservação de alimentos, na qual consiste na imersão do alimento em água fervente, ocorrendo o cozimento por um curto período, e em seguida esfriados imediatamente  em um recipiente com  água gelada.[ligação inativa]
Usa-se principalmente para carne, hortaliças ou frutas que se pretendem congelar. O tratamento térmico é destinado principalmente a inativar as enzimas que podem deteriorar os alimentos.[ligação inativa]
Segundo alguns especialistas, os alimentos devem ser mergulhados em água gelada ao saírem da água fervente. Os alimentos assim preparados podem ser congelados até seis meses e passar diretamente do congelador para a panela, a fritadeira ou o forno sendo, para isso, conveniente que sejam cortados em pequenos pedaços antes do branqueamento.